# Luke Gallows
Andrew William Hankinson (Cumberland, 22 de dezembro de 1983) é um lutador de luta livre profissional estadunidense. Ele trabalha atualmente para a New Japan Pro-Wrestling (NJPW) sob o nome de ringue Doc Gallows. Ele é mais conhecido por suas três passagens pela WWE, onde atuou sob o nome de Luke Gallows.
Hankinson começou sua carreira em 2005 e participou do WWE Tough Enough daquele ano, um concurso criado pela WWE para encontrar novos talentos. Apesar de não ter vencido a competição, ele assinou um contrato de desenvolvimento e foi designado para a Deep South Wrestling, território de desenvolvimento da WWE. Em 2006, ele iniciou uma rivalidade com Kane, onde Hankinson usava a antiga roupa e máscara de Kane, sendo chamado de Imposter Kane) ("Kane Falso"). Eles se enfrentaram no evento Vengeance, onde Hankinson saiu vitorioso. Depois, ele foi reformulado como Festus, um homem quieto que se transformava em insano quando o sino tocava. Ele fez dupla com Jesse por quase dois anos antes de a dupla se separar. Após isso, ele teve uma breve pausa na televisão antes de reaparecer como Luke Gallows, o capanga e "discípulo" de CM Punk no grupo Straight Edge Society, até ser demitido da empresa em 2010.
Após deixar a WWE, ele assinou contrato com a Total Nonstop Action Wrestling (TNA) em 2011, onde se tornou membro do grupo vilanesco Aces & Eights, usando o nome de ringue D.O.C. (Director of Chaos, ou Diretor do Caos). Ele deixou a TNA em 2013 e, em seguida, assinou contrato com a promoção japonesa New Japan Pro-Wrestling (NJPW), adotando o nome de ringue Doc Gallows. Ele fez sua estreia na World Tag League de 2013 como parceiro de Karl Anderson, juntando-se ao famoso grupo Bullet Club. Gallows e Anderson venceram a Tag League e, nos três anos seguintes, conquistaram o Campeonato de Duplas IWGP três vezes.
Gallows e Anderson deixaram a NJPW rumo à WWE junto com o líder do Bullet Club, AJ Styles, em 2016. Novamente como Luke Gallows, Gallows e Anderson formaram uma dupla e, às vezes, uma equipe com Styles chamada The O.C. (The Original Club). Eles conquistaram o Campeonato de Duplas do Raw da WWE duas vezes, além da Copa do Mundo de Duplas da WWE, um torneio de uma noite entre duplas. Foram dispensados em 2020 devido à pandemia de COVID-19 e, três meses depois, retornaram à TNA (conhecida como Impact Wrestling de 2017 a 2024), onde conquistaram o Campeonato Mundial de Duplas do Impact em novembro. Seus contratos com a Impact expiraram em 2022 e, em outubro daquele ano, Gallows e Anderson retornaram à WWE e se reuniram com Styles como The O.C. Em 2025, Gallows e Anderson foram dispensados da WWE pela terceira vez.

## Carreira

### Pré-wrestling
Hankinson começou a carreira na AWA e passou também por outras unidades independentes de wrestling na Pensilvânia. Em abril de 2005, ele assinou um contrato com a WWE e foi trabalhar no Deep South Wrestling, que na épóca era um território de desenvolvimento. Hankinson lutou na DSW com o ring name de Deacon Deville.

### World Wrestling Entertainment
Em 29 de maio de 2006, Hankinson fez a sua estréia no Raw, confrontando Kane, usando a máscara que Kane usava em seu começo na WWE. Sem dizer uma palavra, Festus fez o Chokeslam em Kane, o que iniciou uma grande feud entre os dois. Isto conduziu a uma luta no Vengeance 2006. Hankinson derrotou-o com seu golpe tradicional: o Chokeslam. No episódio seguinte do Raw, Hankinson foi finalmente batido por Kane que rasgou a máscara de sua cara e jogou-a para fora da arena, reivindicando o que lhe pertence. Isto marcou a última aparição de Hankinson como "falso" Kane.
Depois de sua feud com Kane, ele retornou para o Deep South Wrestling. Ele aparecia em house shows nos episódios do SmackDown, como The Freakin' Deacon. No fim de janeiro, formou uma equipe de tag team com G-Rilla.

#### SmackDown (2007-2008)

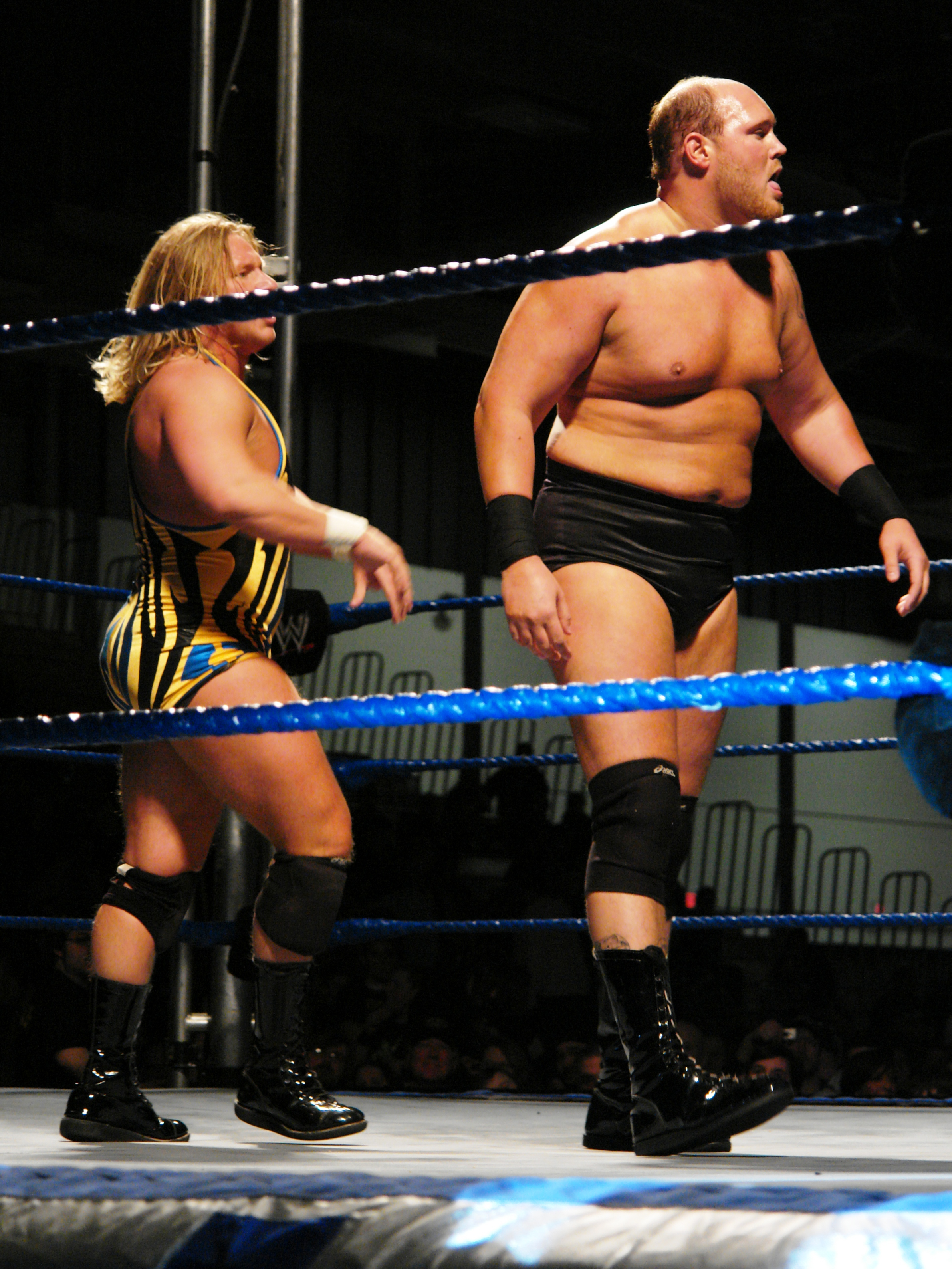
O tag team Jesse e Festus

Em 11 de maio de 2007, em uma edição do SmackDown, Festus (na época, seu ring name era Festus Dalton), voltou para a WWE e fez tag team com Jesse. A dupla se apresentavam como Jesse e Festus. Na época eram os Dalton Boys, procurando se afirmar no wrestling profissional.
Por 2007 inteiro, eles (Jesse e Festus), tentavam tirar o título de WWE Tag Team Championship das mãos de Deuce e Domino, mas não conseguiram.

#### 2008
Em 2008, Jesse re-apresentou Festus após ele ter feito uma terapia. Ele apareceu com a língua enrolada, parecendo um "idiota". Mas, quando ouvia o gongo, Festus mostrou o seu lado de monstro e começava a atacar quem estava na sua frente (kayfabe). Porém, quando soava o gongo para o término da luta ele voltava a seu estado anterior.
Em 21 de março de 2008, em uma edição do SmackDown, eles tiveram chance de conquistar o WWE Tag Team Championship de John Morrison e Mike "The Miz" Mizanin, mas os atuais campeões venceram e mantiveram o título. No The Great American Bash ele e Jesse lutaram numa fatal 4-way pelo WWE Tag Team Championship, mas perderam.

#### Raw (2009)
Em 15 de abril de 2009 Festus foi transferido para o programa RAW, como parte do draft suplementar e, como resultado, se separou do seu parceiro Jesse, que permaneceu no programa Smackdown. No RAW teve sua primeira luta fazendo parceria com The Brian Kendrick, numa derrota para The Colóns.

#### Retorno ao SmackDown (2009–2010)

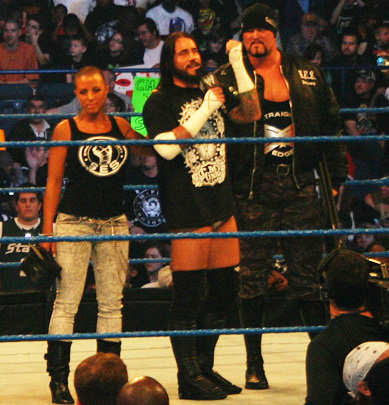
Straight Edge Society

Após seis meses parado, Hankinson voltou ao SmackDown no dia 27 de novembro de 2009, sob o nome de Luke Gallows. Após acompanhar CM Punk até o ringue para sua luta contra Matt Hardy, Punk revelou que Gallows era a verdadeira identidade de Festus e que sua família apoiava seu uso de remédios. Remédios esses que deixaram Gallows no estado mental em que ele se encontrava, também alegando que Gallows estava curado pois Punk havia apresentado a filosofia de vida Straight Edge. Nessa mesma noite Gallows interrompeu a luta entre Hardy e Punk atacando Matt. Na semana seguinte interrompeu a luta entre CM Punk e R-Truth.
Juntamente com CM Punk, Luke Gallows venceu uma Fatal 4 Way valendo uma luta pelo Unified Tag Team Champions contra a DX, assim se tornando #1 Contender, porém derrotados fácilmente pelos DX's. Antes do Elimination Chamber 2010 criaram uma rivalidade com Rey Mysterio e CM Punk defrontou-o no evento WrestleMania XXVI , Rey Mysterio permaneceu vitorioso. Em novembro Hankinson foi demitido.

#### TNA (2012-2013)
Em 2012 Luke Gallows aparece na TNA sob o nome de DOC (Director of Caos), que desmascarado por Joseph Park. O contrato de Hankinson expirou em 12 de julho de 2013, sendo que o mesmo anunciou 4 dias depois que estava fora da TNA.

#### Japão (2013-2016)
Após o fim do contrato com a TNA, Gallows passou a lutar pela New Japan Pro Wrestling, fazendo dupla com Karl Anderson no Bullet Club.

#### Retorno a WWE (2016–2025)
No Raw de 11 de abril, Karl Anderson e Gallows apareceram e atacaram os The Usos após a vitória de ambos sobre os Dudley Boyz. Na semana seguinte, Anderson e Gallows se juntaram a AJ Styles. Durante a luta de Styles contra Roman Reigns, interferiram e ajudaram seu companheiro, todavia The Usos também interferiram em prol de Roman. Continuando a rivalidade, foi anunciado que Gallows e Anderson enfrentarão-os no Extreme Rules numa Tornado Tag Team Match.

## No wrestling

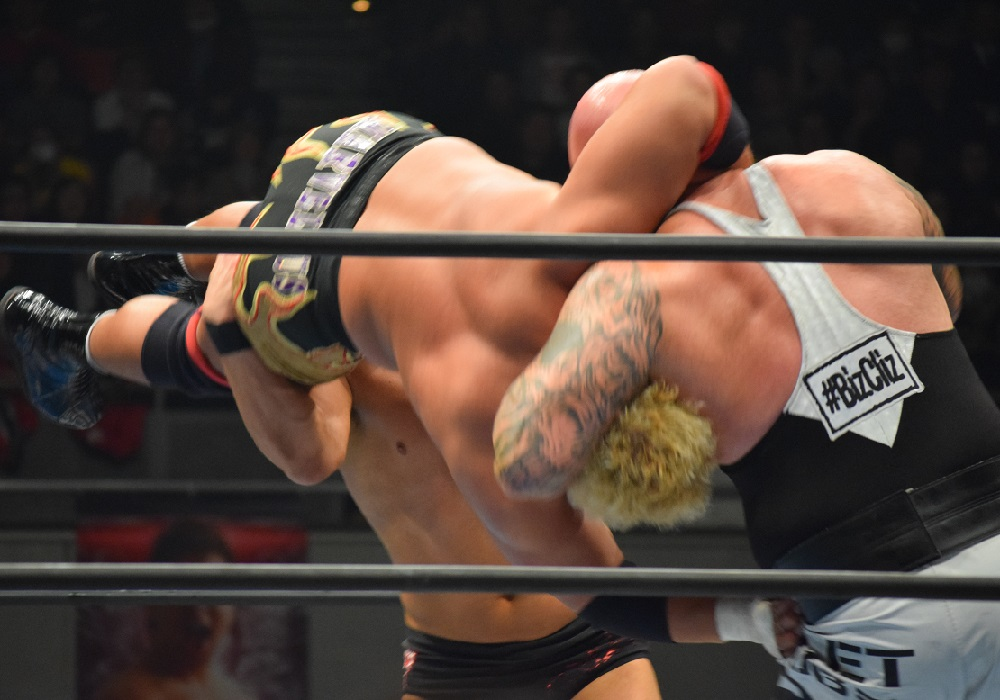
Gallows e Karl Anderson aplicando o Magic Killer em Togi Makabe.

- Movimentos de finalização
  - Como Doc Gallows
    - Gallows Pole[2] / Hangman's Noose[14] (Chokebomb,[15][16] às vezes da terceira corda)[17]

  - Como Luke Gallows
    - Gallows Pole[18] / 12th Step[19] (Reverse full nelson slam – 2009–2010, ou um falling two-handed chokeslam – 2016–presente)
    - Chokebomb

  - Como D.O.C.
    - Chokeslam[20]

  - Como Keith Hanson
    - Blockbuster (Fireman's carry facebuster)[21]

  - Como Festus
    - Festus Flip (Fireman's carry flapjack)[22][23][24]
    - Sitout gutbuster drop[25]

  - Como (The) Freakin' Deacon
    - Deacon Bomb (Chokebomb)[26]
    - Deacon Death Drop (Lifting reverse DDT)[12]
    - Spider Lock (Cobra clutch)[27]
    - Spinning side slam[6]
- Movimentos secundários
  - Belly-to-back suplex[18][28]
  - Big boot[6][18][29]
  - Body avalanche[18][29]
  - Fallaway slam[28][30]
  - Flying Biscuit[23] (Running seated senton) – 2007–2009
  - Headbutt[25][31]
  - Leaping shoulder block[29][31]
  - Running splash[28][29]
- Com Karl Anderson
  - Manobras de finalização em dupla
    - Magic Killer (Aided snap swinging neckbreaker)

  - Manobras secundárias em dupla
    - Boot of Doom (Combinação Fireman's carry lift (Gallows) e front dropkick (Anderson))
- Com Jesse
  - Manobras secundárias em dupla
    - Aided diving shoulder block[32]
- Managers
  - The Bag Lady[6]
  - Jesse[6]
  - CM Punk[6]
  - Amber O'Neal/Gallows
- Alcunhas
  - "The Corn-Fed Colossus"[6]
  - "The Detoxified Disciple"[33]
  - "The Sin-Free Soldier"[34]
  - "The Outlaw"[8]
  - "The Suntan Biker Man"[35]

## Títulos e prêmios
- American Pro Wrestling Alliance

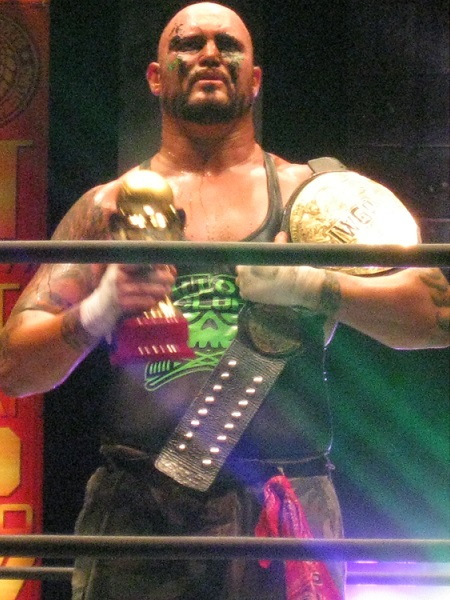
Gallows foi três vezes campeão de duplas IWGP.

  - APWA World Tag Team Championship (1 vez) – com Knux[36]
- National Wrestling Alliance
  - NWA Southern Tag Team Championship (1 vez) – com Iceberg[37]
- National Wrestling League
  - NWL Heavyweight Championship (1 vez) [3][38]
- New Japan Pro Wrestling
  - IWGP Tag Team Championship (3 vezes) – com Karl Anderson[39][40][41]
  - World Tag League (2013) – com Karl Anderson[42]
- Rampage Pro Wrestling
  - RPW Heavyweight Championship (1 vez)[43]
- Pro Wrestling Illustrated
  - PWI o colocou em 69º dos 500 melhores lutadores na PWI 500 em 2013[44]
- River City Wrestling
  - RCW Tag Team Championship (1 vez) – com Knux[45]
- Vanguard Championship Wrestling
  - VCW Heavyweight Championship (1 vez)[46]
- Wrestling Observer Newsletter
  - Pior Personagem (2012, 2013) Aces & Eights[47][48]
- WWE
  - WWE Raw Tag Team Championship (2 vezes) – com Karl Anderson[49]
  - Copa do Mundo de Duplas da WWE (2019) – com Karl Anderson[50]